# Lotta libera ai Giochi della XV Olimpiade - Pesi gallo
La competizione della categoria pesi gallo (fino a 57 kg) di lotta libera dei Giochi della XV Olimpiade si è svolta dal 20 al 23 luglio 1952 al Töölö Sports Hall di Helsinki.

## Formato
Ad ogni incontro venivano assegnate le seguenti penalità:
- 0 = Al vincitore per schienata
- 1 = Al vincitore per decisione (verdetto di tre giudici)
- 3 = Allo sconfitto

Con cinque penalità o più il lottatore veniva eliminato.
I tre lottatori rimasti disputavano un torneo finale con i risultati acquisiti nel precedenti turni.

## Risultati
| Legenda                                  | Legenda |
| ---------------------------------------- | ------- |
| Lottatore con 5 penalità o più Eliminato |         |

### 1º Turno
Si è disputato il 20 luglio.
| Vincitore           | Pen. | Risultato | Sconfitto              | Pen. |
| ------------------- | ---- | --------- | ---------------------- | ---- |
| Rashid Mamedbekov   | 0    | Schienata | Mohamed Mehdi Yaghoubi | 3    |
| William Borders     | 1    | 3:0       | Paul Hänni             | 3    |
| Sayed Hafez Shehata | 0    | Schienata | Osvaldo Johnston       | 3    |
| Eigil Johansen      | 1    | 2:1       | Joseph Trimpont        | 3    |
| Cemil Sarıbacak     | 0    | Schienata | Lajos Bencze           | 3    |
| Shohachi Ishii      | 1    | 3:0       | Tauno Jaskari          | 3    |
| Ken Irvine          | 1    | 3:0       | Omar Blebel            | 3    |
| Edvin Vesterby      | 1    | 2:1       | Charles Kouyos         | 3    |
| Ferdinand Schmitz   | 0    | Schienata | Leonardo Basurto       | 3    |
| KhaShaba Jadav      | 0    | Schienata | Adrien Poliquin        | 3    |

### 2º Turno
Si è disputato il 21 luglio.
| Vincitore              | Pen. | Risultato | Sconfitto           | Pen. |
| ---------------------- | ---- | --------- | ------------------- | ---- |
| Rashid Mamedbekov      | 0    | Abbandono | Paul Hänni          | 6    |
| Mohamed Mehdi Yaghoubi | 4    | 3:0       | William Borders     | 4    |
| Eigil Johansen         | 2    | 3:0       | Sayed Hafez Shehata | 3    |
| Lajos Bencze           | 3    | Schienata | Osvaldo Johnston    | 6    |
| Cemil Sarıbacak        | 1    | 2:1       | Tauno Jaskari       | 6    |
| Shohachi Ishii         | 1    | Schienata | Ken Irvine          | 4    |
| Edvin Vesterby         | 1    | Schienata | Omar Blebel         | 6    |
| KhaShaba Jadav         | 0    | Schienata | Leonardo Basurto    | 6    |
| Ferdinand Schmitz      | 0    | Schienata | Adrien Poliquin     | 6    |
|                        |      | Ritirato  | Joseph Trimpont     | -    |
|                        |      | Ritirato  | Charles Kouyos      | -    |

### 3º Turno
Si è disputato il 22 luglio.
| Vincitore              | Pen. | Risultato | Sconfitto           | Pen. |
| ---------------------- | ---- | --------- | ------------------- | ---- |
| Rashid Mamedbekov      | 0    | Schienata | William Borders     | 7    |
| Mohamed Mehdi Yaghoubi | 5    | 3:0       | Sayed Hafez Shehata | 6    |
| Lajos Bencze           | 4    | 3:0       | Eigil Johansen      | 5    |
| Shohachi Ishii         | 2    | 3:0       | Cemil Sarıbacak     | 4    |
| Edvin Vesterby         | 1    | Schienata | Ken Irvine          | 7    |
| KhaShaba Jadav         | 1    | 2:1       | Ferdinand Schmitz   | 3    |

### 4º Turno
Si è disputato il 22 luglio.
| Vincitore       | Pen. | Risultato | Sconfitto         | Pen. |
| --------------- | ---- | --------- | ----------------- | ---- |
| Lajos Bencze    | 5    | 2:1       | Rashid Mamedbekov | 3    |
| Cemil Sarıbacak | 5    | 3:0       | Edvin Vesterby    | 4    |
| Shohachi Ishii  | 3    | 2:1       | Ferdinand Schmitz | 6    |
| KhaShaba Jadav  | 1    | Esentato  |                   |      |

### 5º Turno
Si è disputato il 23 luglio.
| Vincitore         | Pen. | Risultato | Sconfitto      | Pen. |
| ----------------- | ---- | --------- | -------------- | ---- |
| Rashid Mamedbekov | 4    | 3:0       | KhaShaba Jadav | 4    |
| Shohachi Ishii    | 4    | 3:0       | Edvin Vesterby | 7    |

### Turno finale
Si è disputato il 23 luglio.
| Vincitore         | Pen. | Risultato | Sconfitto         | Pen. |
| ----------------- | ---- | --------- | ----------------- | ---- |
| Rashid Mamedbekov |      | 3:0       | KhaShaba Jadav    |      |
| Shohachi Ishii    |      | 3:0       | KhaShaba Jadav    |      |
| Shohachi Ishii    |      | 3:0       | Rashid Mamedbekov |      |

1. ↑  Disputato nel 5º turno

## Classifica finale
| Pos.    | Atleta                 | Nazione          | V.S. |
| ------- | ---------------------- | ---------------- | ---- |
| Oro     | Shohachi Ishii         | Giappone         | 2-0  |
| Argento | Rashid Mamedbekov      | Unione Sovietica | 1-1  |
| Bronzo  | KhaShaba Jadav         | India            | 0-2  |
| 4       | Edvin Vesterby         | Svezia           |      |
| 5       | Cemil Sarıbacak        | Turchia          |      |
| 6       | Lajos Bencze           | Ungheria         |      |
| 7       | Ferdinand Schmitz      | Germania         |      |
| 8       | Eigil Johansen         | Danimarca        |      |
| 8       | Mohamed Mehdi Yaghoubi | Iran             |      |
| 10      | Sayed Hafez Shehata    | Egitto           |      |
| 11      | Ken Irvine             | Gran Bretagna    |      |
| 11      | William Borders        | Stati Uniti      |      |
| 13      | Tauno Jaskari          | Finlandia        |      |
| 14      | Omar Blebel            | Argentina        |      |
| 14      | Adrien Poliquin        | Canada           |      |
| 14      | Osvaldo Johnston       | Guatemala        |      |
| 14      | Leonardo Basurto       | Messico          |      |
| 14      | Paul Hänni             | Svizzera         |      |
| 19      | Joseph Trimpont        | Belgio           |      |
| 19      | Charles Kouyos         | Francia          |      |